# Macedonische voetbalbond (Griekenland)
De Macedonische voetbalbond  (Grieks: Ένωση Ποδοσφαιρικών Σωματείων Μακεδονίας) is een Griekse regionale voetbalbond voor Thessaloniki. De bond werd opgericht in 1924 als Voetbalunie van Macedonië en Thracië. De bond was destijds verantwoordelijk voor het voetbal in West-Macedonië, Centraal-Macedonië en Oost-Macedonië en Thracië. Sinds 1935 is de bond enkel nog verantwoordelijk voor de prefectuur Thessaloniki. De stichtende leden waren de voetbalclubs Aris, Iraklis en Megas Alexandros.
Tegenwoordig organiseert de bond vier amateurcompetities, van de vijfde tot de achtste klasse.

## Kampioenen
Van 1923/24 tot 1958/59, het jaar dat de Alpha Ethniki opgericht werd als nationale competitie, organiseerde de bond een competitie die als hoogste klasse gold. De kampioen nam vanaf 1928 deel aan de nationale eindronde, met daarin kampioenen van andere regionale bonden. Aris Saloniki slaagde er in 1928, 1932 en 1946 als enige club in om ook Grieks kampioen te worden.
- 1923-24: Aris
- 1924-25: Not held
- 1925-26: Aris
- 1926-27: Iraklis
- 1927-28: Aris
- 1928-29: Aris
- 1929-30: Aris
- 1930-31: Aris
- 1931-32: Megas Alexandros
- 1933-34: Aris
- 1934-35: Niet gespeeld
- 1935-36: Niet gespeeld
- 1936-37: PAOK
- 1937-38: Aris
- 1938-39: Iraklis
- 1939-40: Iraklis
- 1940-45: Niet gespeeld wegens WO II
- 1945-46: Aris
- 1946-47: Makedonikos
- 1947-48: PAOK
- 1948-49: Aris
- 1949-50: PAOK
- 1950-51: Iraklis
- 1951-52: Iraklis
- 1952-53: Aris
- 1953-54: PAOK
- 1954-55: PAOK
- 1955-56: PAOK
- 1956-57: PAOK
- 1957-58: Apollon Kalamarias
- 1958-59: Aris